# Leucopholis
Leucopholis är ett släkte av skalbaggar. Leucopholis ingår i familjen Melolonthidae.

## Dottertaxa tillLeucopholis, i alfabetisk ordning[1]
- Leucopholis aberrans
- Leucopholis armata
- Leucopholis bakeri
- Leucopholis brenskei
- Leucopholis burmeisteri
- Leucopholis castelnaui
- Leucopholis celebensis
- Leucopholis cingulata
- Leucopholis coneophora
- Leucopholis crassa
- Leucopholis cretacea
- Leucopholis curvidens
- Leucopholis deplanata
- Leucopholis elongata
- Leucopholis emarginata
- Leucopholis fontainei
- Leucopholis helleri
- Leucopholis hirtiventris
- Leucopholis horni
- Leucopholis insularis
- Leucopholis irrorata
- Leucopholis jacquinoti
- Leucopholis lepidophora
- Leucopholis mirabilis
- Leucopholis molitor
- Leucopholis niasiana
- Leucopholis nigra
- Leucopholis nudiventris
- Leucopholis nummicudens
- Leucopholis palembangia
- Leucopholis pangiena
- Leucopholis peguana
- Leucopholis pinguis
- Leucopholis plagiata
- Leucopholis pollens
- Leucopholis proxima
- Leucopholis pulvurelenta
- Leucopholis reflexa
- Leucopholis rorida
- Leucopholis rufa
- Leucopholis schochi
- Leucopholis selenkana
- Leucopholis semperi
- Leucopholis shangirana
- Leucopholis sharpi
- Leucopholis staudingeri
- Leucopholis sumatrensis
- Leucopholis talaurensis
- Leucopholis tetaranus
- Leucopholis tristicula
- Leucopholis tristis